# 마조히즘

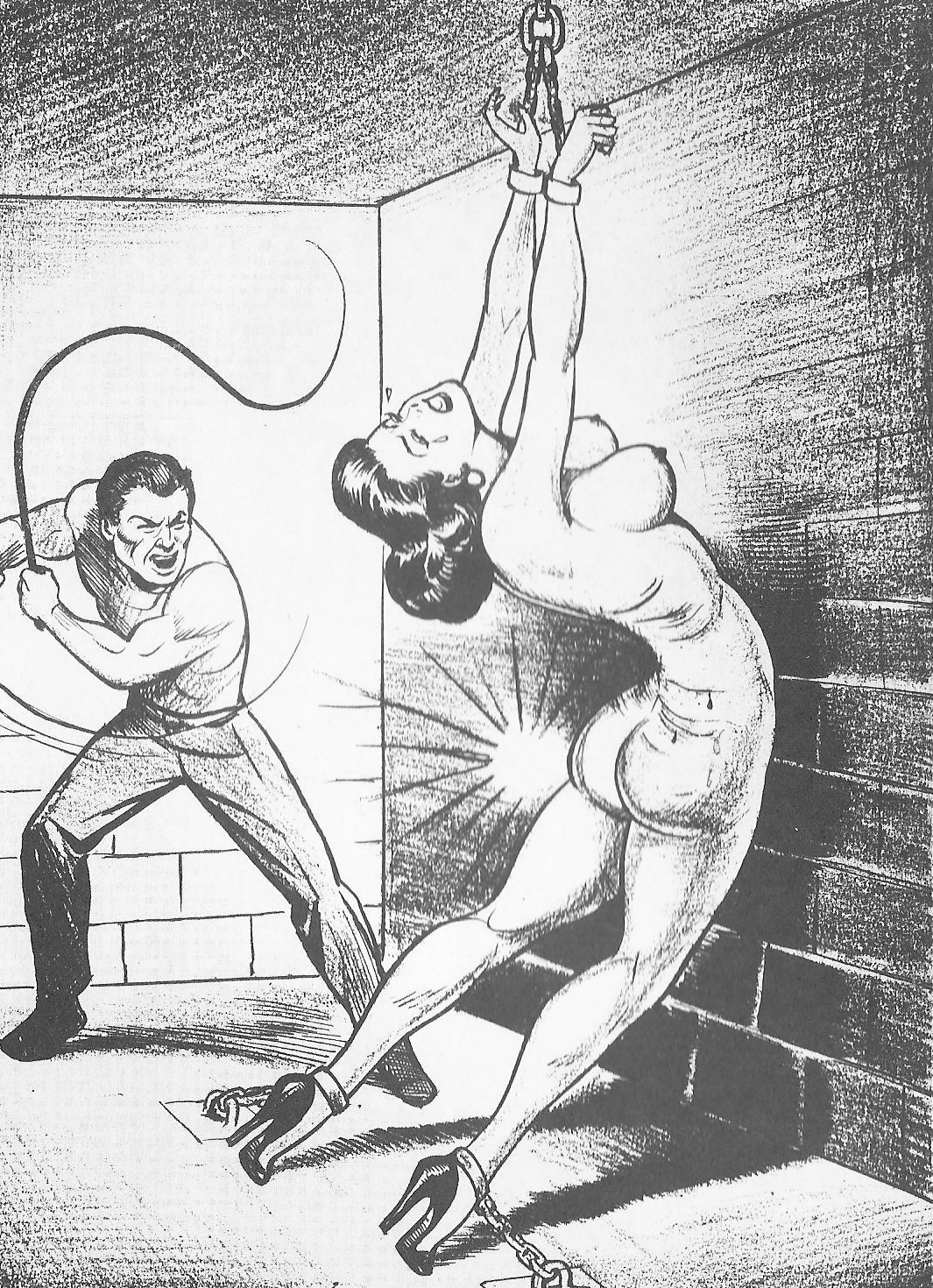

마조히즘(영어: masochism) 또는 피학대음란증은 이성으로부터 정신적 육체적 학대를 받고 성적 쾌감을 느끼는 병적인 심리상태(변태 성욕)를 일컫는 정신의학 상의 용어이다. 일반적으로 성적 행위가 자학적일 경우나 상대로부터 강요를 받아 그에 복종하는 경우에서 느끼는 고통이나 수치심에서 성적 흥분을 느낀다.

## 어원
독일의 정신 의학자이자 범죄의 이상(異常) 심리와 성욕 병리학 연구에 업적을 남긴 크라프트-에빙(Kraft-Ebbing)은 마조흐(Masoch)라는 작가의 이름으로부터 마조히즘(masochism)이라는 단어를 만들었다.

## 분석

### 프로이트
마조히즘에 관한 프로이트의 주요 논문에는 두 가지가 있다. 하나는 1919년에 쓴 《한 아이가 맞고 있다》로, 프로이트는 여아의 본능도 본래는 남아와 마찬가지로 사디즘적인데, 아버지에 대한 근친상간적 사랑에 대한 죄책감으로 인해 마조히즘적이 되고 그래서 여성적 마조히즘이 생긴다고 설명하고 있다. 즉 마조히즘을 이차적인 현상으로 보는 것이다.
1924년에 쓴 또 하나의 논문인 《마조히즘의 경제적 문제》에서는 마조히즘을 세 종류로 나누고 있다. 첫째는 성애발생적(erorogenic) 마조히즘으로 고통에서 쾌락을 느끼는 경우이다. 더 정확히 말하자면 고통과 함께 쾌락을 느끼는 경우이다. 둘째는 여성적 마조히즘으로 여자들처럼 무력한 존재로 취급당하기를 원하는 것이다. 남성환자들에게서 이것을 관찰할 수 있었기에 프로이트는 여성적 마조히즘이 가장 관찰하기 쉽고 설명하는 데 문제없는 경우라 보았는데, 셋째는 도덕적 마조히즘으로 무의식에 있는 죄책감 때문에 벌 받을 필요를 느끼는 경우여서 이때 중요한 것은 괴로움 그 자체이다.프로이트는 성애발생적 마조히즘이 모든 마조히즘의 기초가 된다고 하였다.